# Ban (tytuł)

Administracyjny podział Jugosławii na banowiny z władztwem bana, obowiązujący w latach 1929-1941

Ban – tytuł spotykany w środkowej i południowo-wschodniej Europie między VII a XX wiekiem. Pierwotnie używany wśród rdzennej ludności Bośni od VII wieku, a później też w Chorwacji, na Węgrzech, na Wołoszczyźnie od XIV wieku do 1831 roku, w średniowiecznej Mołdawii, w Serbii i w Królestwie Jugosławii od 1929 do 1941 roku. Ziemia pod władzą bana nosiła nazwę banat lub banowina.
Pochodzenie tego słowa nie jest całkowicie pewne, być może wywodzi się od sarmackiego bajan, a do języka chorwackiego dostało się za pośrednictwem awarskiego. Także bliskoznaczny i podobnie brzmiący polski wyraz 'pan' wywodzony jest z języka awarskiego. Może też pochodzić od słowa chan.